# هاروتیون ماقاکیان
هاروتیون کاراپتی ماقاکیان (ارمنی: Հարություն Կարապետի Մաղաքյան؛  زادهٔ ۸ آوریل ۱۹۰۲ - درگذشته ۱۸ فوریهٔ ۱۹۵۴) زمین‌شناس، اهل ارمنستان بود.

## زندگی‌نامه
وی در ۲۱ آوریل [سبک قدیمی: ۸ آوریل] ۱۹۰۲ در آخالکالاک به دنیا آمد و از دانشگاه فنی گرجستان (۱۹۲۵) فارغ‌التحصیل گشت. همچنین برندهٔ جوایزی همچون نشان پرچم سرخ کار شده است. وی در ۱۸ فوریهٔ ۱۹۵۴ در سن ۵۱ سالگی در ایروان درگذشت.

## یادداشت
1. ↑  կենսաբանական գիտությունների դոկտոր